# Sri Rajadhi Rajasinha

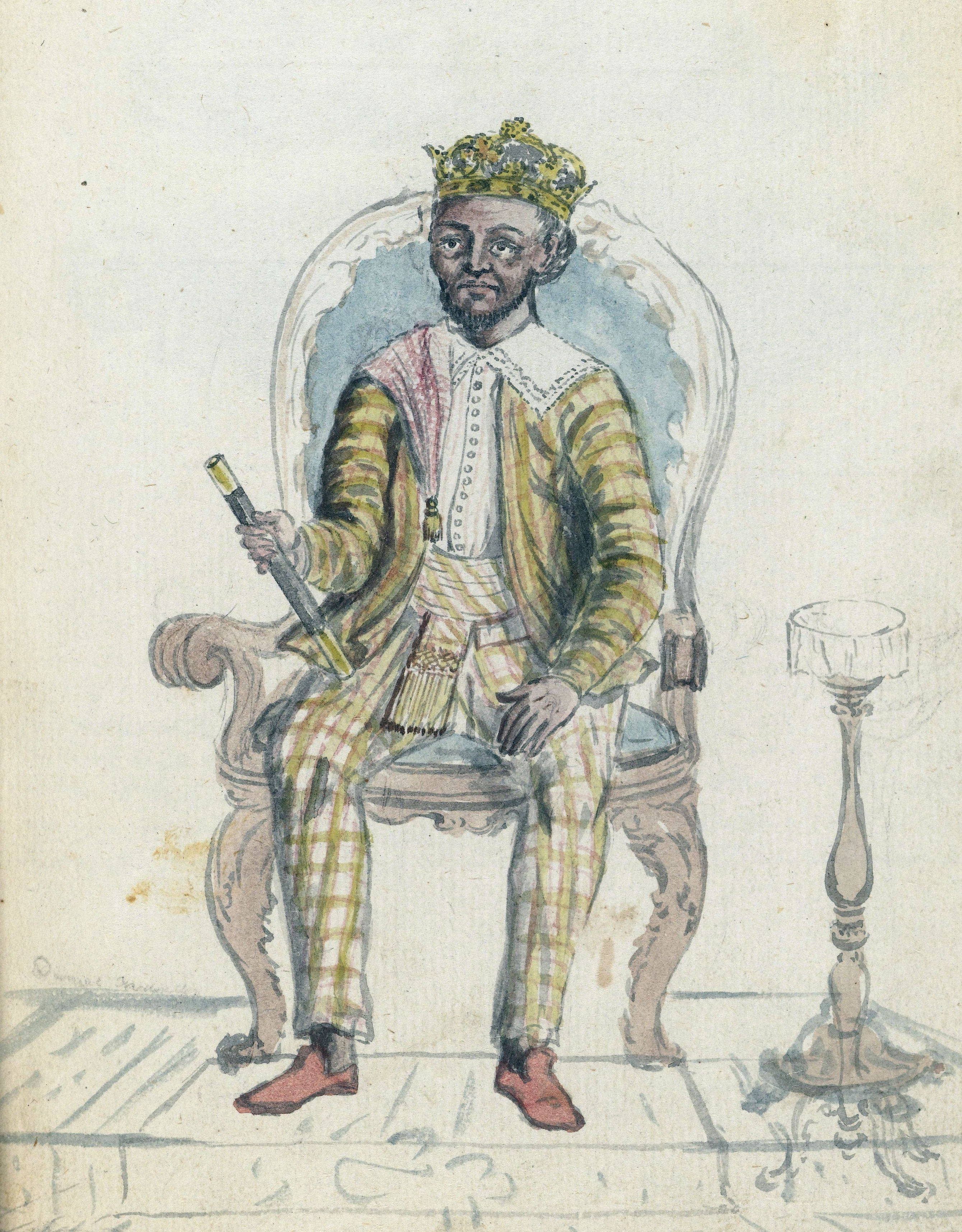
Sri Rajadhi Raja Sinha, rei de Kandy (va regnar entre 1782 i 1798) en el seu tron. Part del quadern de dibuix de Jan Brandes

Sri Rijadhi Rajasinha fou rei d'Uda Rata (2 de gener de 1782 – 26 de juliol de 1798) germà i successor de Kirti Sri Rajasinha. El Mahavansa diu que era un home culte que dominava diverses llengües (entre els quals el pali i el sànscrit) i molt aficionat a la poesia sent ell mateix un poeta que va publicar el Asadisa Jataka en singalès. En el seu regnat va reconstruir les parets de la sala Uposatha del temple de Malwatta.

## Primera intervenció britànica
Havia esclatat la guerra entre Anglaterra i les seves colònies americanes i el febrer de 1778 aquestes van entrar en una aliança amb França i després amb Espanya. Un conflicte amb Holanda, va portar la flota d'aquest estat al costat dels aliats. El conflicte es va estendre per l'Índia, i la Companyia, que per la seva constitució era l'encarregada de la protecció del territori asiàtic, va haver de aixecar tres regiments de mercenaris europeus a un preu molt alt; ja era massa tard; les factories de la Companyia a la costa sud de l'Índia foren ràpidament ocupades pels britànics sota ordres del governador de Madras Lord MacCartney. El novembre de 1781 va caure Nagapatnam i llavors una flota britànica manada per Sir Edward Hughes es va dirigir a Trincomalee, on va arribar el 4 de gener de 1782. Aquest port era essencial pels holandesos però mai hi havia hagut diners per fortificar-lo adequadament i fou capturat sense problemes. El Fort Ostenburg amb una guarnició de 400 homes, es va rendir el dia 6.
Els britànics planejaven capturar Colombo i tallar el comerç de canyella per forçar als holandesos a entregar l'illa. Si el temps no permetia controlar Colombo per mar, els vaixelles anirien a Jaffna i la ocuparien. Es confiava amb l'ajut del rei de Kandy a canvi de la restitució d'allò perdut el 1766. Els britànics van enviar un ambaixador a la cort, de nom Hugh Boyd, un irlandès intel·ligent de classe baixa, segon secretari de Lord Macartney (el governador de Madràs), que va sortir de Trincomalee el 5 de febrer amb un seguici, però en aquesta data el rei Kirti Sri Rajasinha ja havia mort
No deixava fills de la seva Ran Doliya principal i el va succeir el seu germà petit amb el nom de Sri Rajadhi Rajasinha (Raja Adhiraja Sinha). La missió de Boyd no va poder tenir bons resultats; va aconseguir que els singalesos subministressin provisions a les forces britàniques però un tractat d'aliança amb Gran Bretanya o una declaració de guerra a la Companyia foren refusats. Boyd va tornar a Trincomalee i mentre Hughes que havia tornat a Madras per provisions (deixant guarnició a Trincomalee) fou interceptat per la flota francesa del almirall Pierre André de Suffren Saint Tropez i va haver de lliurar una llarga però indecisa batalla (15 de febrer de 1782). Boyd mentre, va arribar a Trincomalee el 26 de març ; la guarnició havia estat reforçada però el seu vaixell ja havia sortit; va llogar un petit vaixell i va sortir camí de Madras però va tenir la mala sort de topar amb l'almirall Suffren que el va fer presoner. El 12 d'abril Suffren va presentar batalla a la flota britànica a la badia de Trincomalee; les dues parts van tenir moltes baixes (567 morts els britànics) i finalment els francesos es van retirar.
Els britànics van rebre poca ajuda dels singalesos; molts dels portadors o sepoys van desertar. Els vaixells britànics es van estacionar a prop de Manar i la Companyia Holandesa de les Índies Orientals, per anticipar-se a un desembarcament a Chilaw (el fort de la qual estava en mal estat) va enviar forces a la zona i va establir un sistema de senyals lluminosos a tota la costa fins a Colombo per alertar de la proximitat de l'enemic. Mentre les fortificacions de Colombo eren reforçades sota supervisió d'un funcionari de nom Rymers que es va dedicar a robar a la Companyia; una situació d'indisciplina dominava entre les forces militars. Els forts de Negumbo i Puttalam també estaven en mal estat i les guarnicions eren sobretot tupasses (descendents d'antics esclaus i que eren cristians) i malais, establerts als pobles de la rodalia; una gran part del fort de Puttalam es va trobar ocupat per una dona francesa i la seva filla.

## Intervenció francesa
El 27 d'agost l'almirall Suffren, que havia estat rebutjat a Galle i a Batticaloa, es va presentar sobtadament a Trincomalee, va desembarcar i va muntar bateries; en tres dies el fort es va rendir i es va permetre als soldats anglesos retornar a Madras. Suffren des de Trincomalee, va poder bloquejar Madras i els habitants van ser afectats per la fam. Els plans britànics se'n havien anat a rodar, en benefici final dels holandesos. En els servidors de la Companyia no es podia confiar, i Raket, comandant de Jaffnapatnam, va entrar en correspondència amb l'enemic; de fet, els termes de la rendició van estar a punt i només el fracàs dels britànics per arribar a Jaffna van salvar aquesta posició per als holandesos durant alguns anys més. Trincomalee va ser finalment restaurada a la Companyia pels francesos el 1784, juntament amb la resta de les seves factories desmantellades a l'Índia.

## Període intermedi
El governador holandès Falck va morir el 5 de febrer de 1785 a la seva residència de Malwatta prop de Nagalagama, després d'una curta malaltia. Dos dies després assolia el govern el comandant de Galle Wilhelm Jacob van der Graaf, un oficial de gran habilitat. El rei va insistir en el restabliment del cerimonial dels ambaixadors que anaven a la cort i la restitució de la costa occidental cedida, i les relacions entre la Companyia i la cort van entrar en una etapa difícil.
El 15 d'abril de 1788 es va signar a la Haia un tractat d'aliança amb Gran Bretanya pel qual aquest estat ajudaria als holandesos en cas que algun dels seus establiments fos amenaçat o atacat per França. El setembre de 1789, després de la Revolució, Lord Cornwallis, va escriure a Colombo, assegurant la vigència del tractat.
Els francesos havien començat a negociar amb el rei de Kandy que els havia cridat demanant protecció contra la Companyia. La zona de Chilaw, administrada des de Colombo, estava agitada, i el rei va insistir en nomenar el seu propi cap a la zona, i Van der Graaf va haver d'accedir per evitar una revolta dels habitants a favor del rei. També hi va haver disturbis al disawani de Colombo i en algun altre lloc. Era evident que els singalesos del territori de la companyia mostraven un gran respecte i fidelitat al rei. Els lascarins enviats als lloc de producció de sal confraternitzaven amb les forces reials i els venien armament. Algunes epidèmies també van afectar els territoris de la Companyia, epidèmies que no passaven als territoris reials en quedar protegits per una frontera natural selvàtica. La manca de blat i arròs afectava a les forces militars de la Companyia i el preu d'aquests productes (o altres) no va parar de pujar. Finalment el rei va tancar la frontera (kadawatu) i era evident que les hostilitats no tardarien.
Van der Graaf va entrar en correspondència amb Pilima Talauwa, un fill de l'adigar del ex rei Kirti Sri Raja Sinha que ara era disawa; encara que els detalls no són clars, el governador hauria ofert a aquest la presa de possessió de Sabaragamuwa; el juny de 1791 el governador va enviar al coronel de Meuron amb un regiment de mercenaris suïssos al servei de la Companyia, recolzat per un cos d'holandesos, malais i lascarins, cap al disawani de Pilima Talauwa, que s'havia d'unir a aquesta forces; però al arribar no van trobar un anima ni tampoc provisions. De Meuron, que va avançar fins a Kendangomuwa, es va trobar aïllat del gruix de l'expedició i va patir durant tres dies pluges torrencials retard que li va permetre finalment retirar-se a Sitawaka, comunicant els fets a Van der Graaf, que esperava a Hanwella.
El consell de Batàvia va veure incrementades les seves preocupacions financeres per la intrusió de danesos i americans; les relacions amb el raja de Cochin, aliat britànic, van empitjorar i, per tant, el govern de Ceilan va rebre instruccions d'evitar problemes amb el rei de Kandy. No obstant el rei va decidir per iniciativa pròpia obrir la frontera el 1792. El rei va exigir per les activitats amb la canyella (que es pelava) que només es podrien fer si els holandesos enviaven l'ambaixada anual, cosa que van haver de fer des de 1793.
Es calcula que el regne tenia prop de mig milió d'habitants a finals del segle. Les lleis i costums no havien evolucionat des dels temps del regne de Kotte; s'havia produït un estancament intel·lectual, material i moral; la vida era sovint un malson; la feina pesada, calia lluitar per menjar i per una mica de roba, l'única distracció era una visita al temple; les comoditats eren desconegudes i la riquesa inaccessible; el comerç era escàs i el poc que existia era monopolitzat pels poderosos; no hi havia fabriques i la quantitat de moneda en circulació estava estrictament limitat; els diners que ingressava el rei eren probablement menys que la de alguns dels mudaliyars al servei de la Companyia. No hi havia obra pública fora dels edificis religiosos; els singalesos no podien aspirar a res i no tenien interès en conrear més del que necessitaven per les necessitats bàsiques de la vida; estaven agraïts quan la seva vida era segura i el seu camp no era saquejat i feliços quan podien obtenir alguna moneda per la venda de les seves collites.

## Segona intervenció britànica
A finals del 1793 es va saber que França havia declarat la guerra a Holanda i Gran Bretanya. Els britànics van ocupar Trincomalee que va capitular (26 d'agost de 1795); cinc dies després es rendia Fort Ostenberg i s'establia un govern militar sota Patrick Alexander Agnew; tropes britàniques foren enviades a ocupar Batticaloa. Els holandesos van veure que la guerra era inevitable i van començar a reforçar les defenses de Colombo.
El rei de Kandy va ordenar subministrar als britànics i un ambaixador, Robert Andrews, un mercader, fou rebut pel rei el 29 de setembre. Pilima Talauwa i Erawwawala, els adigars reials, i el consell de ministres van rebre una petició de cessió d'algun territori del rei on els britànics poguessin establir un fort i una factoria; era imprescindible que els holandesos no hi tinguessin cap dret; els ministres van demanar pel seu costat que cap territori capturat als holandesos pogués ser mai retornat a aquests. Andrew no podia garantir això però va assegurar que els districtes interiors capturats als holandesos serien entregats al rei; també va demanar el monopoli comercial igual que el que gaudien el holandesos, però els ministres van preferir reservar-se el dret de cedir aquests drets comercials a qualsevol que els pagués millor. Un tractat preliminar fou signat el 12 d'octubre de 1795.
Mentre una força britànica havia desembarcar a Punta Pedro on se'ls van unir homes procedents de Nagapatnam, i van avançar cap a Jaffna. El 28 de setembre Stuart va enviar un ultimàtum a la guarnició de Jaffna que estava formada per alguns sepoys i alguns oficials invàlids; no hi havia resistència possible i el fort de Jaffna es va rendir sense disparar un tret.
Lord Hobart va ratificar que l'expulsió total dels holandesos només podia ser decidida a Europa provocant la decepció dels singalesos però finalment es va signar un tractat el 12 de febrer de 1796, que establia el lloc de la factoria britànica, preferència comercial, restauració al rei de tots els territoris ocupats per la força incloent alguns llocs on es feia sal i un dret limitat de comerç exterior i protecció de la religió budista. El tractat fou signat per Dumbara Rala i havia de ser ratificat pel rei però quan el tractat fou portat a Kandy la situació havia canviat després que els holandesos, que s'havien retirat tots cap a Colombo, es van rendir el 16 de febrer de 1796 a les forces del coronel Stewart.

## El regne de Uda Rata (Kandy) sota protectorat britànic
Rajadhi Raja Singha havia ajudat als britànics esperant una compensació però es va veure defraudat. Els britànics ers van comportar de manera similar als holandesos. El regne va esdevenir un protectorat britànic de facto.
El governador en consell de Madras es va reunir el 17 de febrer de 1796; l'administració civil fou conferida a un comissionat de nom Robert Andrews que va introduir les normatives vigents a la costa de Coromandel i per això es van portar a funcionaris indis. Es va establir una taxa d'un fanam als cocoters i altres fruites d'arbres, taxa molt injusta perquè no tenia en compte la productivitat de les terres, i les ofertes de modificació per un sistema més just foren rebutjades, i per això va esclatar una revolta que va forçar als britànics a descartar aquesta taxa.
L'illa va romandre sota ocupació militar fins al 1798. El 12 d'octubre de 1798 fou transferida a la corona i nomenat governador únic Frederick George Augustus North, Earl de Guilford, sota dependència jeràrquica del governador de la presidència de Madras.
Poc abans va morir el rei el 26 de juliol de 1798. El va succeir el seu nebot Sri Vikrama Rajasinha